# Sirnach
Sirnach is een gemeente en plaats in het Zwitserse kanton Thurgau, en maakt deel uit van het district Münchwilen.
Sirnach telt 6620 inwoners.

## Geboren
- Richard Trinkler (1950), wielrenner